# Torre de Portinatx
La Torre de Portinatx és una torre de defensa de la costa que data del segle xviii. Està situada en un dels extrems que tanca el Port de Portinatx, en el terme municipal de Sant Joan de Labritja
Com a la major part de les torres de defensa d'Eivissa ens trobarem amb un edifici de forma cònica amb dues plantes, que va ser construït amb pedres de marès i morter de calç. Igual que succeeix amb la Torre des Savinar de Sant Josep, aquesta construcció va ser projectada per l'enginyer Joan Ballester i Zafra. Segons els estudis, aquesta torre va ser exclusivament utilitzada com a punt de vigilància i mai va ser armada amb canons.
S'hi arriba prenent la desviació a Portinatx i girant cap a l'esquerra abans d'arribar a la platja de s'Arenal.